# Rezolucja Rady Bezpieczeństwa ONZ nr 148
Rezolucja Rady Bezpieczeństwa ONZ nr 148 została przyjęta jednomyślnie 23 sierpnia 1960 r.
Po przeanalizowaniu wniosku Nigru o członkostwo w Organizacji Narodów Zjednoczonych, Rada zaleciła Zgromadzeniu Ogólnemu przyjęcie tego państwa do swojego grona.

## Źródło
- UNSCR - Resolution 148